# سرود کریسمس: فیلم
سرود کریسمس: فیلم (به انگلیسی: Christmas Carol: The Movie) پویانمایی(انیمیشنی) به کارگردانی جیمی موراکامی، محصول سال ۲۰۰۱ کشور بریتانیا است؛ که در تاریخ ۱۲ سپتامبر ۲۰۰۱ در جشنواره بین‌المللی فیلم تورنتو به اکران درآمد. فیلم بر اساس رمان کوتاه سرود کریسمس از چارلز دیکنز ساخته شده‌است. سیمون کالو، کیت وینسلت، نیکولاس کیج، جین هرکس، ریس آیفنز، مایکل گمبون و جولیت استیونسون گفتارپیشگان این پویانمایی هستند.
این نسخه با دیگر نسخه‌ها تفاوت دارد، چرا که در آن، اسکروج یک بار دیگر شانس بازگشت به عشق زندگی‌اش، بل، را پیدا می‌کند؛ زنی که در جوانی پس از آن‌که اسکروج به‌واسطهٔ حرص و طمع فاسد شده بود، نامزدی‌شان را برهم زد. پس از آن‌که سه روح باعث دگرگونی اسکروج می‌شوند و او اکنون مهربان و بخشنده شده، بل دوباره عاشق او می‌شود. در این فیلم، نقش بل و همچنین اولد جو بزرگ‌تر از نسخه‌های دیگر است. برخلاف کتاب و سایر اقتباس‌های سینمایی، بل با مرد دیگری ازدواج نمی‌کند و فرزندی ندارد، بلکه پرستار است. اولد جو هم یکی از نوچه‌های اسکروج است که بدهکاران را بازداشت یا غارت می‌کند، اما پس از دگرگونی اسکروج، از کار اخراج می‌شود.
همچنین در این فیلم، روح مارلی پیش از رفتن اسکروج به خانه، او را تسخیر می‌کند و اسکروج نیز به‌طور قابل‌توجهی جوان‌تر نشان داده می‌شود، چرا که موهایی خرمایی دارد و در میانسالی است نه سالخوردگی. او همچنین نسبت به موشی که در طول فیلم ظاهر می‌شود، مهربانی نشان می‌دهد.

## داستان
در سال ۱۸۶۷، جمعی از مردم در تئاتری در بوستون گرد هم می‌آیند تا چارلز دیکنز داستان «سرود کریسمس» را روایت کند.
در یکی از شب‌های کریسمس در لندن ویکتوریایی، شادی کریسمس دل اسکروج، رباخوار ثروتمند، را گرم نمی‌کند. او به جنایتکاری به‌نام اولد جو دستور می‌دهد تا بدهکارانش را بازداشت و به زندان بدهکاران بیندازد، از جمله دکتر لامبرت از بیمارستان کودکان محلی، چون بدهی‌های بیمارستان به اسکروج منتقل شده‌اند. بل، پرستاری که روزگاری نامزد اسکروج بوده، وقتی این را می‌فهمد نامه‌ای خطاب به اسکروج می‌نویسد و از او طلب بخشش می‌کند؛ نامه را نزد کارمندش، باب کرچیت، می‌گذارد. اسکروج دعوت برادرزاده‌اش، فرد، برای شام کریسمس را رد می‌کند و روی دسته‌ای از آوازخوانان خیابانی، که پسر کوچک باب به‌نام تاینی تیم هم در میانشان است، آب سرد می‌پاشد، که در نتیجه تیم دچار ذات‌الریه می‌شود.
پس از رفتن باب از اداره، روح شریک تجاری درگذشتهٔ اسکروج، جیکوب مارلی، او را تسخیر می‌کند. مارلی زنجیری را بر تن دارد که مجازات خودخواهی‌های دوران زندگی‌اش است. او به اسکروج هشدار می‌دهد که اگر راهش را تغییر ندهد، سرنوشتش همان خواهد شد و سه روح در همان شب به دیدارش خواهند آمد. با این حال، اسکروج باز هم از کمک به خیریه سر باز می‌زند و به جمع‌آورندگان کمک می‌گوید که او از زندان‌ها و نوانخانه‌ها حمایت می‌کند و معتقد است فقرا اگر بمیرند، بهتر است چون به «کاهش جمعیت مازاد» کمک می‌کنند.
آن شب، زمانی که اسکروج به رختخواب می‌رود، روح کریسمس گذشته به دیدارش می‌آید و او را وامی‌دارد تا گذشته‌اش را از نو ببیند. در حالی‌که از بودن با خواهرش، فن، و بهترین دوست او، بل، آرامش می‌گرفت، اما پدرش، جیمز امانوئل، او را نمی‌خواست و او را به مدرسهٔ شبانه‌روزی فرستاده بود. در جوانی، شاگرد فزی‌ویگ شد، کسی که با او مانند پسر خود رفتار می‌کرد، و در همان‌جا دوباره با بل آشنا شد. اما پس از به ارث بردن ثروت پدرش، اسکروج حریص‌تر شد. در همان زمان، پدرشان فن را به‌دلیل نارضایتی از ازدواج و بارداری‌اش طرد کرد و مشخص است که فن در فقر درگذشت، اندکی پس از تولد فرد. در نهایت، اسکروج تلخ‌ترین خاطره‌اش را از نو تجربه می‌کند: انتخاب ثروت به‌جای بل، که باعث شد بل او را ترک کند.
روح دوم، یعنی روح کریسمس حال، به اسکروج نشان می‌دهد که دیگران چگونه کریسمس را جشن می‌گیرند، از جمله فرد و خانوادهٔ کرچیت. تاینی تیم، که از ذات‌الریه رنج می‌برد، باعث نگرانی اسکروج می‌شود، اما روح با طعنه به حرف‌های پیشین اسکروج دربارهٔ جمعیت مازاد اشاره می‌کند. روح سوم، روح کریسمس آینده، دو مرگ در آینده را به او نشان می‌دهد: مرگ تاینی تیم، که خانواده‌اش به‌خاطرش سوگواری می‌کنند، و مرگ خود اسکروج، که مردم لندن از آن خوشحالند. روح مارلی او را به زمان حال بازمی‌گرداند، جایی که اسکروج ابتدا همه‌چیز را خواب می‌پندارد، اما پس از دیدن زنجیرهای شبح‌گونه در آینه، تصمیم به تغییر می‌گیرد.
با این حال، بیمارستان کودکان همچنان تعطیل می‌ماند و بیمارانش بیرون انداخته می‌شوند. بل سرانجام با اسکروج روبه‌رو می‌شود؛ او از اعمال شرورانه‌اش ابراز پشیمانی و اندوه می‌کند، اما بل به او دلگرمی می‌دهد که می‌تواند از نو آغاز کند و با ثروتش در زندگی مردم تفاوتی مثبت ایجاد کند. اسکروج اولد جو را اخراج می‌کند، دکتر لامبرت از زندان آزاد می‌شود و اسکروج باب را شریک جدیدش می‌سازد و به او قول می‌دهد از خانواده‌اش نیز حمایت کند، که این موجب بهبود تاینی تیم از بیماری‌اش می‌شود.

## صداپیشگان و شخصیت‌ها
- سیمون کالو در نقش چارلز دیکنز/ابنزر اسکورج
- کیت وینسلت در نقش بله
- نیکولاس کیج در نقش جیکوب مارلی
- جین هرکس در نقش شبح کریسمس گذشته
- مایکل گمبون در نقش شبح کریسمس حال
- ریس آیفنز در نقش باب کراتچیت
- جولیت استیونسون در نقش امیلی کراتچیت
- رابرت لولین در نقش جوی پیر
- بت وینسلت در نقش طرفدار
- کالین مک‌فارلین در نقش آلبرت فیزیویگ